# The Combination
The Combination war eine englische Fußballliga, die zunächst für Klubs aus dem Norden Englands sowie den Midlands in der Saison 1888/89 und nach dem vorzeitigen Ende vor Ablauf der Spielzeit ein zweites Mal zur Saison 1890/91 bis zu einer weiteren Auflösung im Jahr 1911 existierte. Die teilnehmenden Klubs entstammten hauptsächlich dem Nordwesten Englands sowie später Wales. Wettbewerbe mit ähnlichen Bezeichnungen waren die Football Combination (mit Reserveteams aus dem Süden Englands) sowie die Lancashire Combination (eine weitere unterklassige Liga, die in etwa zur gleichen Zeit ausgespielt wurde).
Die Erstaustragung 1888 wurde eilig als Konkurrenzveranstaltung zur Football League ins Leben gerufen und bestand aus 20 Mannschaften aus Lancashire und den Midlands, die den Sprung in die Football League verpasst hatten. Im Gegensatz zur Football League war die Combination ohne zentrale Organisation strukturiert, die Klubs sollten sich selbst um die Terminierung kümmern. Die teilnehmenden Vereine waren: FC Bootle, Blackburn Olympic, FC South Shore, Burslem Port Vale, Crewe Alexandra, FC Darwen, Derby Midland, Derby Junction, Gainsborough Trinity, Grimsby Town, FC Halliwell, FC Leek, Lincoln City, Long Eaton Rangers, Mitchell’s St. George’s, Newton Heath, Notts Rangers, Northwich Victoria, Small Heath und Walsall Town Swifts. Die meisten Teams waren zur folgenden Saison Gründungsmitglieder der Football Alliance oder der Midland League.

## Sieger von The Combination
| Saison    | Meister                  |
| --------- | ------------------------ |
| 1890/91   | Gorton Villa             |
| 1891/92   | Everton Reserves         |
| 1892/93   | Everton Reserves         |
| 1893/94   | Everton Reserves         |
| 1894/95   | Ashton North End         |
| 1895/96   | Everton Reserves         |
| 1896/97   | Everton Reserves         |
| 1897/98   | Everton Reserves         |
| 1898/99   | Everton Reserves         |
| 1899/1900 | Chirk AAA                |
| 1900/01   | FC Wrexham               |
| 1901/02   | FC Wrexham               |
| 1902/03   | FC Wrexham               |
| 1903/04   | FC Birkenhead            |
| 1904/05   | FC Wrexham               |
| 1905/06   | FC Whitchurch            |
| 1906/07   | FC Whitchurch            |
| 1907/08   | Tranmere Rovers          |
| 1908/09   | FC Chester               |
| 1909/10   | Crewe Alexandra Reserves |
| 1910/11   | FC Whitchurch            |